# In My Life (musikalbum)
In My Life är det andra studioalbumet från den litauiska sångaren Amberlife som gavs ut 8 november 2004. Albumet innehåller 11 låtar.

## Låtlista
1. In My Life – 3:27
2. My Lover's Gone – 4:22 (med Ladybird)
3. Summerland – 4:37
4. Another Day – 4:34
5. Always – 4:48
6. Good Bye for You – 3:44
7. Take Me – 3:51
8. Only You – 3:32
9. Through the Sea – 4:02
10. Stay – 2:39
11. My Lover's Gone – 4:03